# Wolfgang Maresch
Wolfgang Maresch (* 9. Oktober 1918; † 17. Juni 1990) war ein österreichischer Gerichtsmediziner.
Maresch war Assistent von Anton Werkgartner an der Universität Graz und wurde dort 1962 ordentlicher Professor, dann „Vorstand des Gerichtlich-Medizinischen Institutes“, Dekan und von 1970 bis 1972 Rektor derselben Universität.
Werkgartner überzeugte ihn in den 1960er Jahren von der Unschuld Pierre Jaccouds, worauf Maresch mitwirkte, dass der Fall als möglicher Justizirrtum in die Rechtsgeschichte einging.
Mareschs bekannteste Schriften sind Angewandte Gerichtsmedizin (1983) und der Atlas der Gerichtsmedizin 1988, die beide in mehreren Auflagen erschienen sind. 